# Aimeric Joseph de Durfort-Civrac
Pour les autres membres de la famille, voir Maison de Durfort.
Aimeric-Joseph-Jacques, marquis de Durfort, duc de Civrac (19 mars 1716, Lamothe-Montravel - 8 avril 1787, Versailles), est un diplomate français

## Biographie
Colonel du régiment Royal-vaisseaux, il est ambassadeur de France à Venise de 1758 à 1769, puis à Naples de 1762 à 1765.
Du 3 février 1767 à mai 1770, il est l'ambassadeur de France à Vienne. Il y est chargé de négocier le mariage du Dauphin de France, futur roi Louis XVI, avec l'archiduchesse Marie-Antoinette d'Autriche.
Il devient chevalier d'honneur de madame Victoire en 1771.
Il est titré duc de Civrac (Civrac) par brevet du 1er décembre 1774, et est nommé chevalier de l'ordre du Saint-Esprit le 2 février 1776.
Il est le père de Jean-Laurent de Durfort-Civrac et d'Angélique-Victoire de Durfort-Civrac (mère de César Laurent de Chastellux et de Henri-Louis de Chastellux), ainsi que le beau-père de Guy Joseph de Donnissan (père de Victoire de Donnissan) et de Louis de Salgues de Lescure (père du général de Lescure).

## Sources
- Histoire de la Maison royale de France, Volume 9, Partie 1, réédition 1968, par le Père Anselme